# Задонцев Антон Іванович
Анто́н Іва́нович Задо́нцев (нар. 16 серпня 1908 — пом. 5 грудня 1971) — український радянський вчений в галузі зернових культур, доктор сільськогосподарських наук, дійсний академік ВАСГНІЛ (1960).

## Біографія
Народився 16 серпня 1908 року в селі Ставидла Олександрівського району Кіровоградської області.
У 1923 році, після закінчення школи, вступає до Златопільського сільськогосподарського технікуму.
У 1929 році закінчив Білоцерківський сільськогосподарський інститут і залишився при ньому асистентом кафедри рослинознавства. У 1930—1932 роках проходив аспірантську підготовку при Українській академії наук, згодом — при
Українському науково-дослідницькому інституті зернового господарства (м. Харків). Після закінчення аспірантури обіймає посаду старшого наукового співробітника. Згодом призначений завідувачем лабораторії зимостійкості озимих хлібів.
У 1937 році отримав науковий ступінь кандидата сільськогосподарських наук.
Коли інститут був переведений в Дніпропетровськ, Задонцев переїжджає разом з колективом. У 1938-41 роках займався викладацькою діяльністю, був доцентом кафедри рослинознавства Дніпропетровського сільськогосподарського інституту.
З початком німецько-радянської війни евакуйований разом з інститутом до Саратова, де призначається директором УНДІ зернового господарства. Там в умовах воєнного часу була розгорнута робота по створенню фондів елітних зернових культур, вирощено 350 центнерів «еліти», які були перевезені в Україну після війни.
У 1943 році повертається разом з інститутом до Дніпропетровська. В повоєнні роки обраний член-кореспондентом Академії наук УРСР та Всесоюзної академії сільськогосподарських наук.
До останніх працював директором Всесоюзного науково-дослідницького інституту кукурудзи.
Антон Іванович помер, коли йому виповнився 61 рік. Останні роки життя були досить складними. Проблеми з серцем давали постійно про себе знати, 5 грудня 1971 року чоловік помер від інфаркту. Поховали дослідника на Дніпропетровщині.

## Наукова діяльність
Одним з перших довів значення агротехнічних прийомів для підвищення зимостійкості озимих, запропонував систему заходів по запобіганню загибелі посівів від зимових пошкоджень. Займався дослідженнями по вивченню та розробці заходів снігоутримання на озимих посівах.
На основі експериментального матеріалу була підготовлена та видана 1961 року монографія «Вирощування високих врожаїв та районування гібридів та сортів кукурудзи». Його перша праця 1931 року була присвячена питанням зимостійкості хлібів.
Опублікував понад 150 наукових праць, статті в центральних та обласних газетах.
В 1968 р. вченому було видано авторське посвідчення на запропонований спосіб заглиблення вузла кущіння озимих злаків.
Під його керівництвом 35 аспірантів і здобувачів захистили кандидатські дисертації, 5 з яких стали докторами сільськогосподарських наук, була створена школа рослинників-фізіологів.

## Нагороди і почесні звання

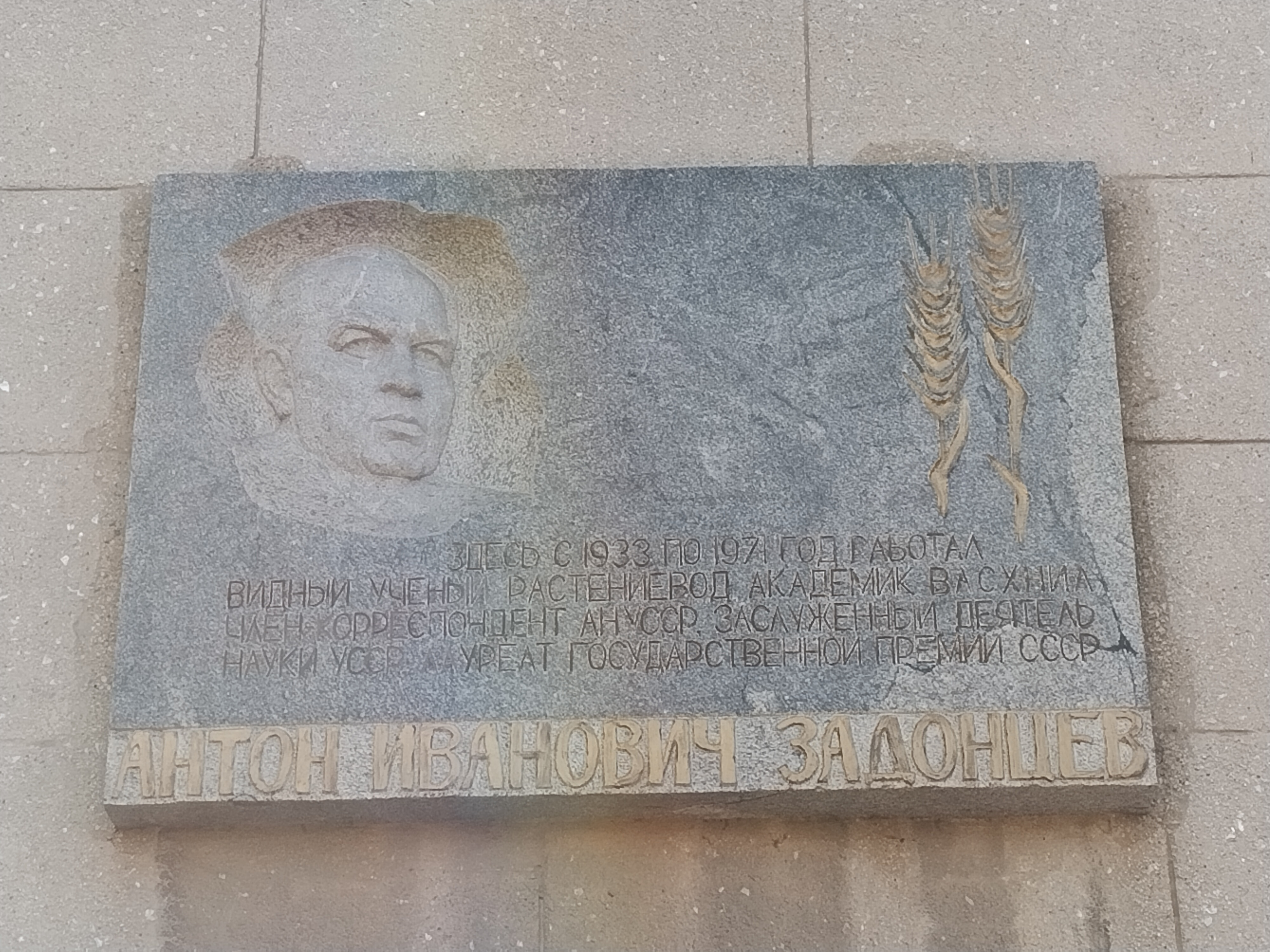
Меморіальна дошка Антону Задонцеву на фасаді інституту зернових культур НААН України у Дніпрі

У 1951 році групі вчених Інституту, серед яких і А. І. Задонцеву, присуджена Державна премія СРСР.
У 1958 році присвоєно звання заслуженого діяча наук УРСР.
Нагороджений орденом Жовтневої Революції, чотирма орденами Трудового Червоного Прапора, орденом Червоної Зірки, медалями.
У 1978 році присуджено Першу премію Ради Міністрів СРСР (посмертно).